# Noidans-le-Ferroux
Noidans-le-Ferroux ist eine Gemeinde im französischen Département Haute-Saône in der Region Bourgogne-Franche-Comté.

## Geographie
Noidans-le-Ferroux liegt auf einer Höhe von 233 m über dem Meeresspiegel, elf Kilometer südlich von Scey-sur-Saône-et-Saint-Albin und etwa 16 Kilometer westsüdwestlich von Vesoul (Luftlinie). Das Dorf erstreckt sich im zentralen Teil des Departements, in der Talmulde des Ruisseau de Noidans südlich des Saônetals. 
Die Fläche des 13,99 km² großen Gemeindegebiets umfasst einen Abschnitt im Bereich des oberen Saônebeckens. Der zentrale Teil des Gebietes wird von der Mulde von Noidans eingenommen. Sie wird durch den Ruisseau de Noidans, der unterhalb des Dorfes zu einem rund 3 ha großen Weiher aufgestaut ist, nach Nordosten zum Ruisseau de Vy-le-Ferroux entwässert. Die Mulde von Noidans ist leicht in das umgebende Plateau eingetieft, das durchschnittlich auf 250 m liegt. Diese Hochfläche besteht im südlichen Teil aus sandig-mergeligen Sedimenten des Tertiärs, während nördlich des Ortes auch kalkige Gesteine der oberen Jurazeit zutage treten. Die fruchtbaren Böden werden überwiegend landwirtschaftlich genutzt. An der Gemeindegrenze befinden sich größere Waldflächen: im Osten der Bois de la Baronne, im Süden der Bois du Bouillon und im Nordwesten der Bois des Fougères, in dem mit 267 m die höchste Erhebung von Noidans-le-Ferroux erreicht wird.
Nachbargemeinden von Noidans-le-Ferroux sind Vy-le-Ferroux im Norden, Raze und Rosey im Osten, Neuvelle-lès-la-Charité und La Romaine im Süden sowie Vezet und Soing-Cubry-Charentenay im Westen.

## Geschichte
Im Mittelalter gehörte Noidans zur Freigrafschaft Burgund und darin zum Gebiet des Bailliage d’Amont. Die lokale Adelsfamilie, die im 12. Jahrhundert belegt ist, erlosch 1524. Zusammen mit der Franche-Comté gelangte Noidans mit dem Frieden von Nimwegen 1678 definitiv an Frankreich. Vom 12. Jahrhundert bis Ende des 19. Jahrhunderts wurde in der Umgebung von Noidans Eisenerz abgebaut. Heute ist Noidans-le-Ferroux Mitglied des 22 Ortschaften umfassenden Gemeindeverbandes Communauté de communes des Combes.

## Bevölkerung
| Jahr                       | 1962 | 1968 | 1975 | 1982 | 1990 | 1999 | 2009 | 2018 |
| Einwohner                  | 561  | 588  | 570  | 560  | 593  | 570  | 613  | 675  |
| Quellen: Cassini und INSEE |      |      |      |      |      |      |      |      |

Mit 597 Einwohnern (2004) gehört Noidans-le-Ferroux zu den kleineren Gemeinden des Départements Haute-Saône. Den bisherigen Höchststand bezüglich der Einwohnerzahl erreichte Noidans-le-Ferroux um 1850 mit knapp 1000 Personen. Danach nahm die Bevölkerungszahl mit dem Rückgang der eisenverarbeitenden Industrie rasch ab. Seit 1900 pendelt die Einwohnerzahl im Bereich von 450 bis 600 Personen.

## Sehenswürdigkeiten
Die Dorfkirche Saint-Léger in Noidans-le-Ferroux wurde im 19. Jahrhundert neu erbaut. Zu den weiteren Sehenswürdigkeiten zählen das Fontaine-Lavoir mit seinen Arkaden und Fresken des Malers Stephane sowie verschiedene moderne Skulpturen im Ortskern.

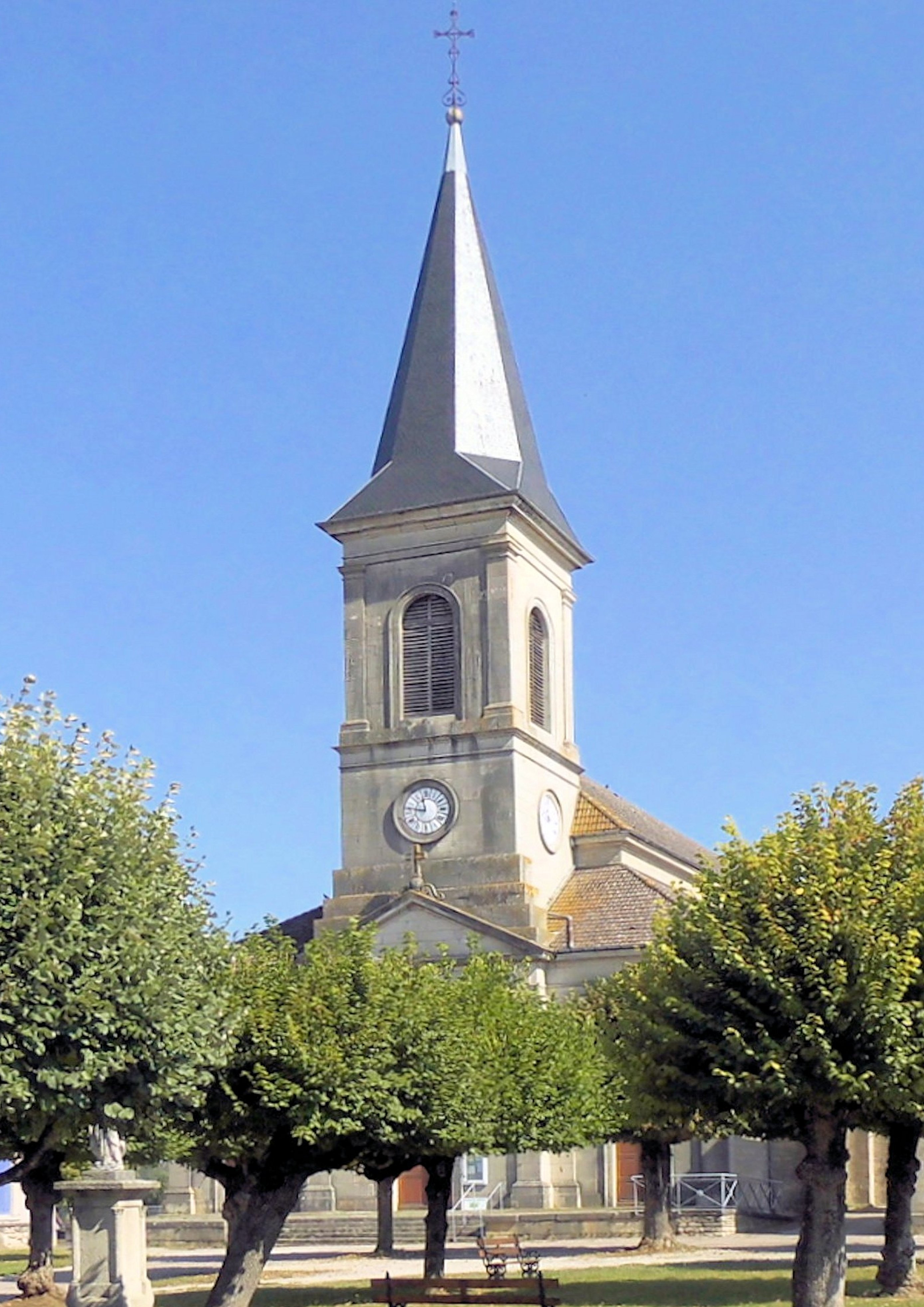
Kirche Saint-Léger
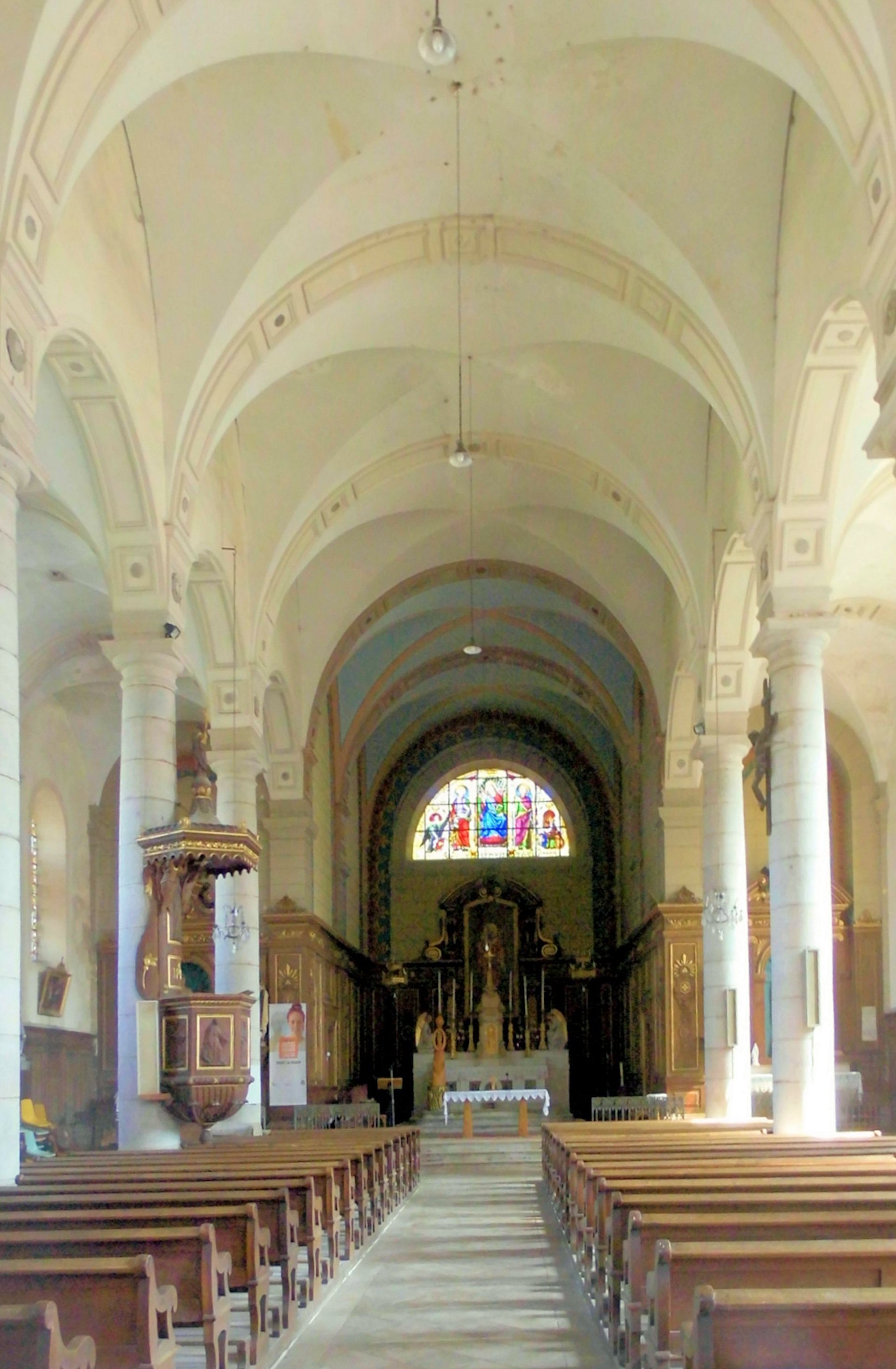
Innenansicht der Kirche
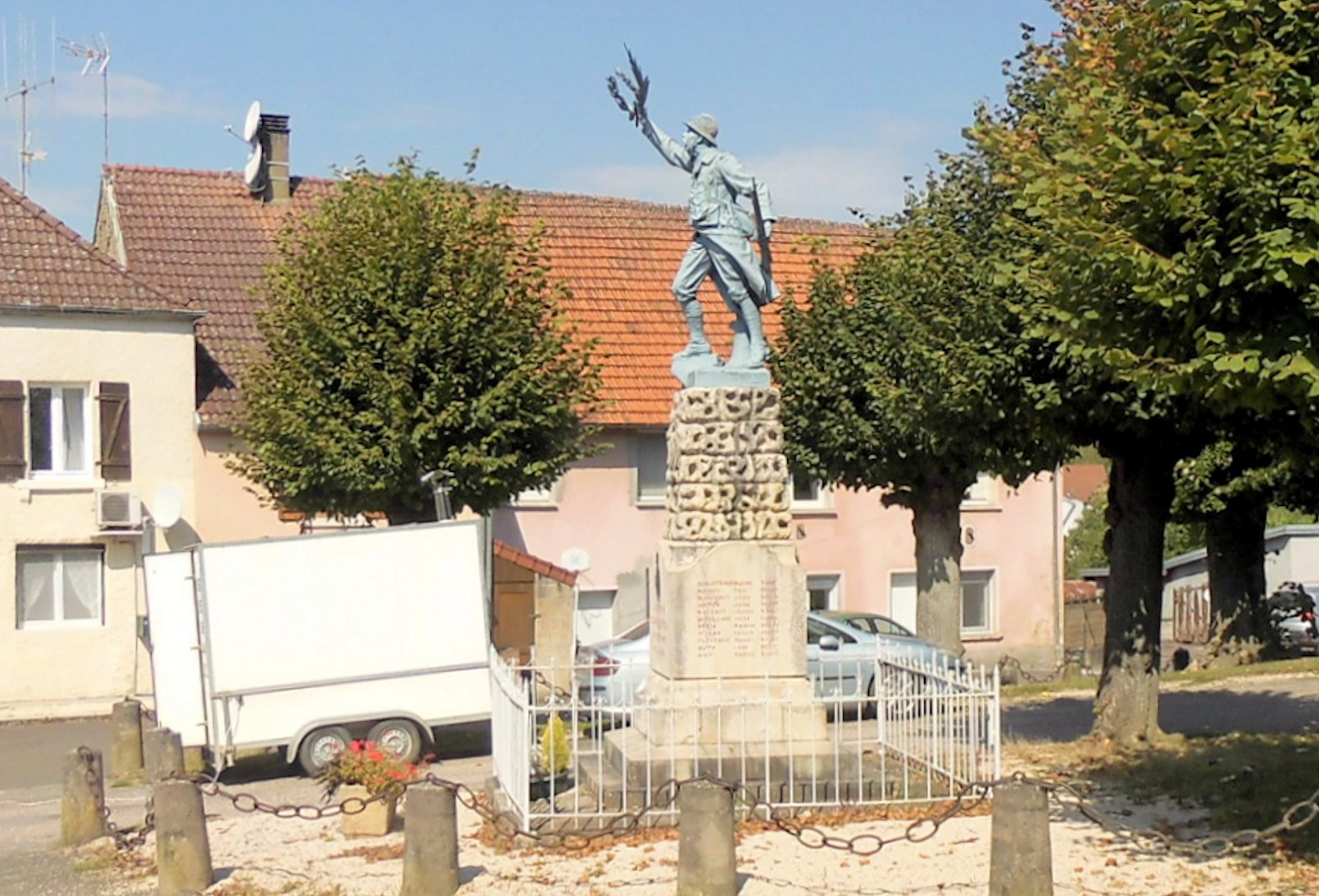
Gefallenendenkmal
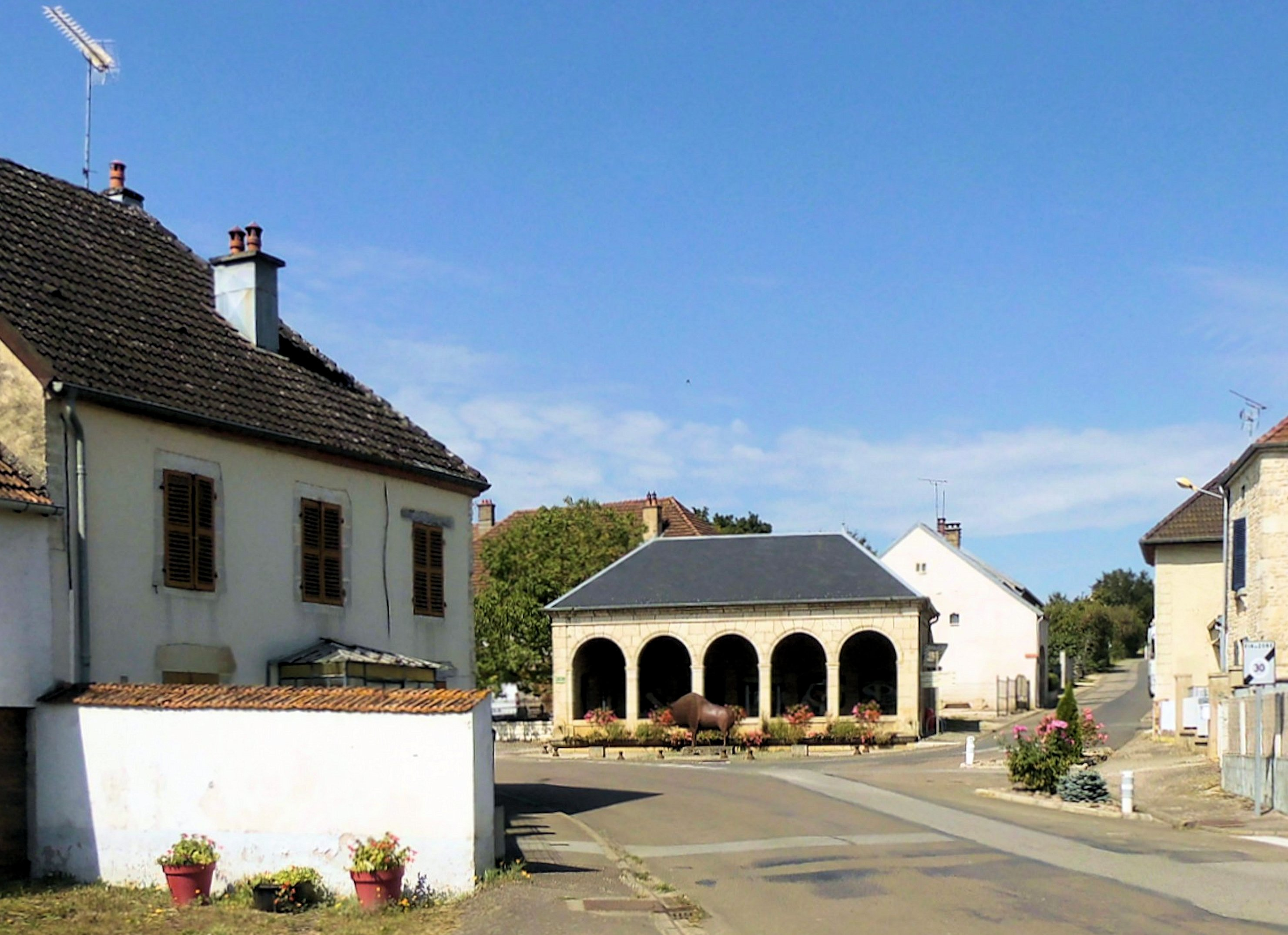
Lavoir

## Wirtschaft und Infrastruktur
Noidans-le-Ferroux war schon früh ein vorwiegend durch die eisenverarbeitende Industrie geprägtes Dorf. Heute gibt es zahlreiche Betriebe des Klein- und Mittelgewerbes. Von Bedeutung sind weiterhin die Branchen Metallverarbeitung, Feinmechanik und Transportgewerbe. 2006 wurde das Centre de Valorisation des Déchets eröffnet, eine Abfallsortier- und Kehrichtverbrennungsanlage. In den letzten Jahrzehnten hat sich das Dorf auch zu einer Wohngemeinde gewandelt. Viele Erwerbstätige sind deshalb Wegpendler, die in der Agglomeration Vesoul ihrer Arbeit nachgehen. 
Seit einigen Jahren richtet sich Noidans-le-Ferroux auch auf den grünen Tourismus aus. Am Gemeindeweiher wurde ein Wasser- und Freizeitsportzentrum mit Schwimmbecken, Tennisplätzen und Bootsverleih sowie eine 18-Loch-Swingolfanlage gebaut, auf der 2008 französische Meisterschaften ausgetragen wurden.
Die Ortschaft liegt abseits der größeren Durchgangsachsen an einer Departementsstraße, die von Vesoul nach Fresne-Saint-Mamès führt. Weitere Straßenverbindungen bestehen mit Fretigney-et-Velloreille, Le Pont-de-Planches, Fédry und Traves. Noidans-le-Ferroux besitzt einen Bahnhof an der mittlerweile stillgelegten Eisenbahnlinie von Vesoul nach Gray.